# Ron Gandy Williams
Ron Gandy Williams (Freetown, 8 de septiembre de 1998) es un futbolista sierraleonés que juega en la demarcación de delantero para el Mighty Blackpool FC de la Liga Premier de Sierra Leona.

## Selección nacional
El 22 de marzo de 2023 hizo su debut con la selección de fútbol de Sierra Leona en un encuentro de clasificación para la Copa Africana de Naciones de 2023 contra Santo Tomé y Príncipe que finalizó con un resultado de empate a dos tras los goles de Mustapha Bundu y Abu Komeh para Sierra Leona, y un doblete de Luís Leal para Santo Tomé y Príncipe.

## Clubes
| Club                | País         | Año       | Partidos | Goles |
| ------------------- | ------------ | --------- | -------- | ----- |
| Kamboi Eagles FC    | Sierra Leona | 2019-2021 | 35       | 18    |
| Mighty Blackpool FC | Sierra Leona | 2021-     |          |       |